# Stenodactylus sthenodactylus
Il geco delle sabbie israeliano (Stenodactylus sthenodactylus (Lichtenstein, 1823)) è un piccolo sauro della famiglia Gekkonidae.

## Descrizione
È un piccolo geco con grossi occhi a palpebra fissa (come la maggior parte delle specie di questa famiglia) e con pupille verticali. La colorazione è abbastanza variabile, con tonalità che vanno dal giallo pallido al grigio e marrone. Le femmine sono leggermente più grandi dei maschi.

## Biologia
Il geco delle sabbie israeliano è un geco deserticolo e di abitudini prevalentemente terrestri; è inoltre un buon scavatore.

### Riproduzione
Alla fine della primavera la femmina inizia la deposizione delle uova, due alla volta. Le deposizioni sono intervallate da un periodo di circa 10 giorni.

## Distribuzione e habitat
Si trova in Africa (Mauritania, Mali, Sahara occidentale, Marocco, Algeria, Tunisia, Libia, Egitto, Sudan, Etiopia, Eritrea, Kenya) e Medio Oriente (Israele, Giordania, Siria, Arabia Saudita).